# Marquis n.º 191
Marquis n.º 191 es un municipio rural canadiense situado en la provincia de Saskatchewan.

## Superficie
Marquis n.º 191 tiene una superficie de 781,48 km².

## Demografía
En 2021, tenía 303 habitantes, una densidad poblacional de 0,4 hab./km², y 204 viviendas.